# Iberos

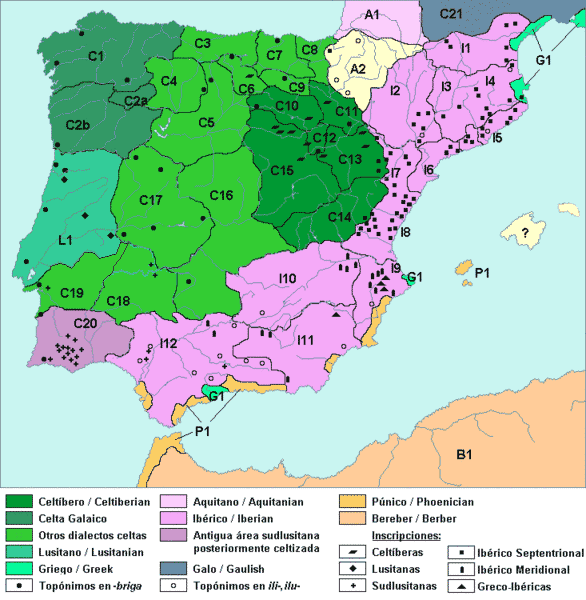
Línguas pré-romanas da Península Ibérica.

Os Iberos ou Ibéricos eram um povo que habitou as regiões sul e leste da Península Ibérica na Antiguidade. A respeito da sua origem, existem três teorias:
Segundo uma teoria, os Iberos são os habitantes originais da Europa Ocidental e os criadores da grande cultura megalítica que teve início em Portugal. Segundo outra teoria, os Iberos são de origem Ibéria caucasiana e construíram ópidos muito semelhantes às mesmas construções encontradas na Escócia. A forma de tecer e colorir cobertas de lã grossa era a mesma em regiões do Cáucaso, no sul de Portugal (Alentejo) e na Escócia, no fim do VI milénio a.C., tendo-se espalhado pela Península Ibérica, França, Grã-Bretanha, Irlanda e Dinamarca, até meados do II milénio a.C. Esta teoria apoia-se em evidências arqueológicas, genéticas e linguísticas. Caso esta teoria seja verídica, os Iberos foram o mesmo povo dominado pelos Celtas no I milénio a.C., na Irlanda, Grã-Bretanha e França. Quando as primeiras migrações celtas chegaram ao ocidente europeu, os iberos já estavam estabelecidos há alguns milénios, principalmente no leste da Península Ibérica, uma região onde eles lutaram ferozmente contra a dominação romana. Migração e nomadismo eram muito comuns naqueles tempos. Contra os romanos a aliança entre Iberos e Celtas tornou-se mais forte. A própria Enciclopédia Britânica define os ingleses como descendentes dos Iberos e dos Celtas. Contudo, estes eram povos culturalmente diferentes, embora a raça fosse a mesma.
Por outro lado, uma terceira teoria sugere que eles são originários do Norte da África, a região da qual provavelmente emigraram no século VI a.C. para a Península Ibérica (à qual deram o nome), onde ocuparam uma faixa de terra entre Andaluzia e Languedoc (França). Foram parceiros comerciais dos Fenícios, os quais fundaram (dentro do território dos Iberos) várias colónias comerciais, tais como Cádis, Eivíssia e Empúrias. Foram assimilados pelos Celtas no século I a.C., formando o povo conhecido como Celtiberos.
As ondas de emigração de povos Célticos - que desde o século VIII até ao século VI a.C. entraram em massa no noroeste e centro da atual Espanha - também entraram em Portugal e Galiza, mas deixaram intactos os povos indígenas da Idade do Bronze Ibérica no sul e leste da Península.
Geógrafos gregos deram o nome de Ibéria (provavelmente derivado do rio Ebro [Iberus]) a todas as tribos instaladas na costa sudeste, mas, no tempo do historiador grego Heródoto (500 a.C.), este era aplicado a todos os povos entre os rios Ebro e Tinto Huelva, que provavelmente estavam linguisticamente vinculados e cuja cultura era distinta dos povos do norte e do oeste. No entanto, havia áreas intermédias entre os povos Célticos e Iberos, tais como as tribos Celtiberas do noroeste da Meseta Central e na Catalunha e no Aragão.
Das tribos iberas mencionadas pelos autores clássicos, os Bastetanos eram territorialmente os mais importantes e ocupavam a região de Almeria e as zonas montanhosas da região de Granada. As tribos a oeste dos Bastetanos eram normalmente agrupadas como "Tartessos", um nome derivado de Tartéssia que os gregos davam à região. Os Turdetanos do vale do rio Guadalquivir eram os mais poderosos deste grupo. Em relação à sua cultura, as tribos do noroeste e da costa valenciana eram muito influenciadas pelas colónias gregas de Emporium (a moderna Ampúrias) e, na região de Alicante, a influência provinha das colónias fenícias de Malaca (Málaga), Sexi (Almuñécar) e Abdera (Adra), que depois passaram para os cartagineses.
Na costa leste, as tribos Iberas parecem ter estado agrupadas em cidades-estado independentes. No sul surgiram monarquias, e o tesouro de El Carambolo - perto de Sevilha - parece ter estado na origem da lenda de Tartessos. Em santuários religiosos encontraram-se estatuetas de bronze e terracota, especialmente nas regiões montanhosas. Há uma grande variedade de cerâmica de diversos estilos ibéricos.
Já foi encontrada cerâmica ibérica no sul da França, Sardenha, Sicília e África; e eram frequentes as importações gregas, tais como a esplêndida Dama de Elche, um busto com características demonstrativas da forte influência clássica grega. A economia ibérica detinha uma agricultura rica, exploração mineira intensa e metalurgia desenvolvida.
A língua ibérica era uma língua não indo-europeia, que continuou a ser falada durante a ocupação romana. Ao longo da costa leste, utilizava-se uma escrita ibérica, um sistema de vinte e oito sílabas e caráteres alfabéticos, alguns derivados dos sistemas fenício e grego, mas de origem desconhecida. Ainda sobrevivem muitas inscrições desta escrita, mas poucas palavras são compreendidas, exceto alguns nomes de locais e cidades do século III que foram encontrados em moedas.
Os Iberos conservaram a sua escrita durante a conquista romana, quando se começou a utilizar o alfabeto latino. Ainda que inicialmente se pensasse que a língua basca era descendente da ibera, hoje em dia sabe-se que estas eram línguas separadas.